# Intermediate Care
Intermediate Care (engl. für „Zwischenpflege“, von intermediate – zwischen, IMC, auch als Intensivüberwachungspflege oder kurz Überwachungsstation bezeichnet) ist eine Abteilung oder Pflegeeinheit innerhalb eines Krankenhauses.
Die IMC ist das Bindeglied zwischen der Intensivpflegestation mit ihren umfassenden therapeutischen und intensivpflegerischen Möglichkeiten und der Normalstation, auf der aufgrund der niedrigeren Personaldecke keine engmaschige Überwachung des Patienten möglich ist. Die IMC ist für Patienten konzipiert, deren Erkrankung einen hohen Überwachungs- und Betreuungsaufwand verursacht, die jedoch nicht im eigentlichen Sinne intensivpflichtig sind, beispielsweise keine künstliche Beatmung benötigen. In einigen Häusern wird die IMC als Zwischenstation zwischen der eigentlichen postoperativen Aufwachstation mit sehr kurzer Verweildauer nach Operationen und der Normalstation eingesetzt. Die IMC hat in der Regel einen im Vergleich zur Normalstation deutlich höheren Personalschlüssel und dient der Entlastung sowohl der Intensiv- als auch der Normalstation.

## Intermediate Care in Deutschland
Für die Arbeit auf der IMC werden meist Fachpflegekräfte für Intensivpflege und Anästhesie eingesetzt, seit 2008 werden zweijährige Fachweiterbildungen speziell für die IMC angeboten, die in die Ausbildung zur Intensivpflege eingebettet oder daran angelehnt sind. Unterstützt werden sie von anderen Pflegefachkräften, Pflegeassistenten und Stationssekretären. Die medizinische und therapeutische Betreuung der Patienten wird durch Intensivmediziner geleistet.

## Intermediate Care in englischsprachigen Ländern
Anders als im deutschsprachigen Bereich definiert man IMC in englischsprachigen Ländern (z. B. dem Vereinigten Königreich) seit 1997 als wohnortnahe Versorgung und Betreuung älterer Menschen. Die IMC hat in diesem Sinn rehabilitative und pflegerische Aspekte, die als Bindeglied zwischen ambulanter Pflege zu Hause und der Aufnahme in eine Pflegeeinrichtung verstanden werden. Für diesen Bereich wird in der deutschsprachigen Pflege eher der Ausdruck Brückenpflege verwendet.